# Hermann Greive
Hermann Greive (* 7. April 1935 in Walstedde; † 25. Januar 1984 in Köln) war ein deutscher Judaist und Historiker.

## Leben
Hermann Greive absolvierte ein Studium der katholischen Theologie an der Philosophisch-theologischen Hochschule St. Augustin bei Bonn und trat danach in den kirchlichen Dienst, aus dem er jedoch 1964 auf eigenen Wunsch ausschied. Sodann studierte er in München, Paris und Heidelberg Religionswissenschaft und Judaistik. Seit der Gründung des Martin-Buber-Instituts für Judaistik der Universität zu Köln 1966 arbeitete er dort als wissenschaftlicher Assistent. 1967 wurde er im Hauptfach Judaistik promoviert mit einer Dissertation über die judenfeindlichen Tendenzen im Katholizismus der Weimarer und der Ersten Österreichischen Republik. 1968 unternahm er einen Studienaufenthalt in Israel. Im Jahr 1971 habilitierte er sich an der Universität zu Köln. 1972 wurde er außerplanmäßiger und 1980 ordentlicher Professor am Martin-Buber-Institut.
Er trat besonders auf den Gebieten der Philosophiegeschichte des Judentums und im Rahmen der Antisemitismusforschung hervor. Unter anderem war er Mitherausgeber des Lexikons des Mittelalters (1977–1999) sowie der siebenbändigen Ausgabe von Herzls Briefen und Tagebüchern (1983–1996). Er war Mitbegründer und langjähriger Vorsitzender des Verbandes der Judaisten in der Bundesrepublik Deutschland.
Am 24. Januar 1984 verübte eine psychisch kranke wissenschaftliche Archivangestellte und Studentin des Instituts, Sabine S. Gehlhaar (* 1951), ein Attentat auf die Professoren des Martin-Buber-Instituts, indem sie während einer Lehrveranstaltung auf Greive schoss und auch den Institutsleiter, Johann Maier, und den Mitarbeiter Hans-Georg von Mutius verletzte. Greive starb tags darauf an der Schussverletzung.

## Schriften (Auswahl)
- Theologie und Ideologie. Katholizismus und Judentum in Deutschland und Österreich. 1918–1935. Heidelberg 1969.
- Studien zum jüdischen Neuplatonismus. Die Religionsphilosophie des Abraham Ibn Ezra. Berlin / New York 1973 (= Studia Judaica. Forschungen zur Wissenschaft des Judentums. Band 7).
- Die christliche Kabbala des Giovanni Pico della Mirandola. In: Archiv für Kulturgeschichte. Band 57, 1975, S. 141–161.
- Die Juden. Grundzüge ihrer Geschichte im mittelalterlichen und neuzeitlichen Europa. Darmstadt 1980 (u. mehrere Auflagen)
- Geschichte des modernen Antisemitismus in Deutschland. Wissenschaftliche Buchgesellschaft, Darmstadt 1983, ISBN 3-534-08859-X.